# Pszczółki Wąskotorowe
Pszczółki Wąskotorowe – zlikwidowana wąskotorowa stacja kolejowa w Pszczółkach, w gminie Pszczółki, w powiecie gdańskim, w województwie pomorskim. Położony był na linii kolejowej z Giemlic do Pszczółek Wąskotorowych. Linia ta została otwarta w 1888 roku. Rozebrana została w latach 50. XX wieku.